# Austrian Aviation Museum

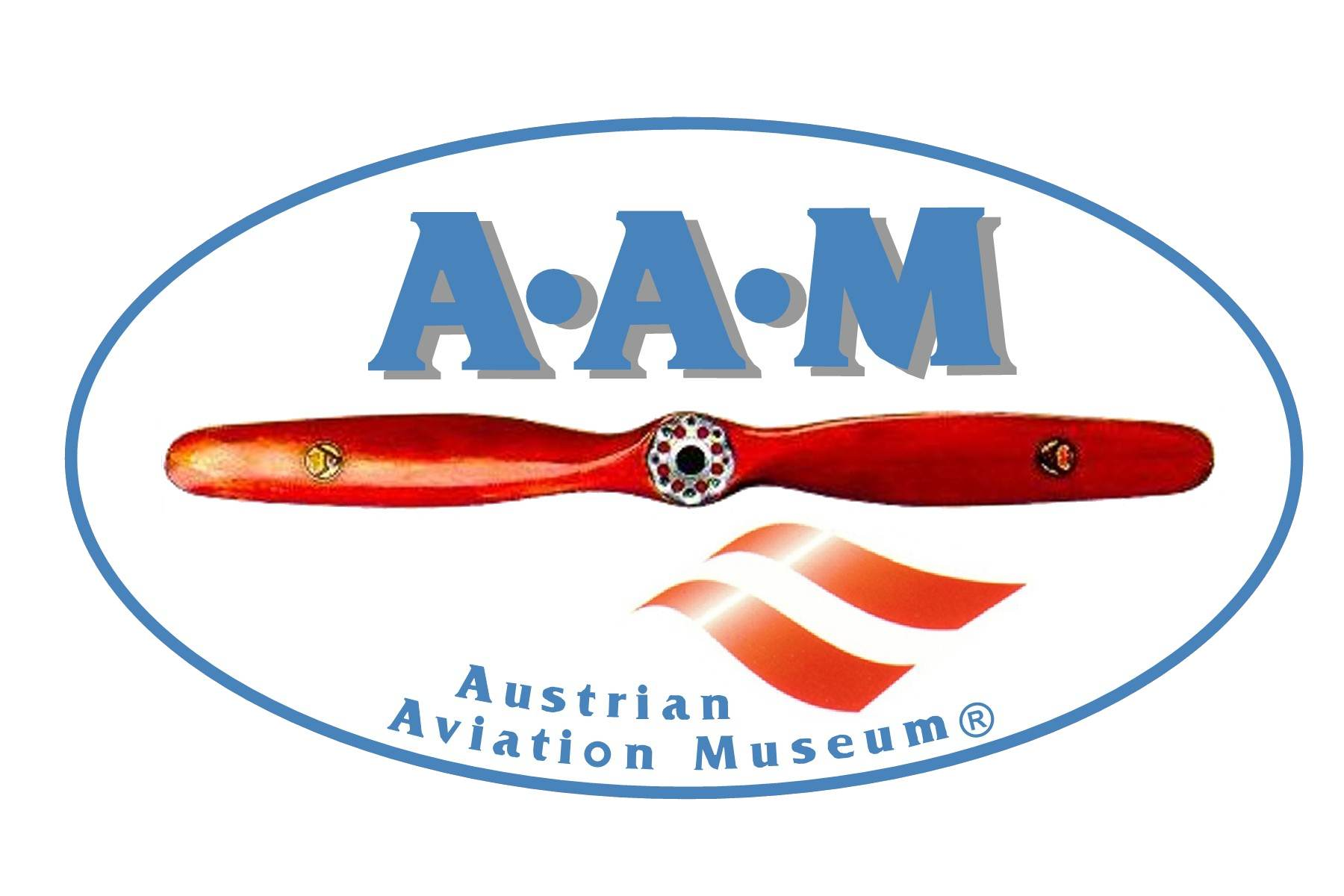

Das Austrian Aviation Museum ist ein privates Museum zur Luftfahrt und befindet sich auf dem Flugplatz Vöslau in der Marktgemeinde Kottingbrunn im Bezirk Baden im Industrieviertel in Niederösterreich.

## Geschichte
Das Museum wurde 1996 von vier Einzelpersonen als Verein gegründet und befand sich anfangs auf dem Gelände der Brauerei Schwechat in einer denkmalgeschützten Generatorhalle. Im Jahr 2011 ist es auf das Gelände des Flugplatzes Vöslau übersiedelt. Einige Exponate stammen von der ehemaligen Besucherterrasse am Flughafen Wien-Schwechat.

## Exponate

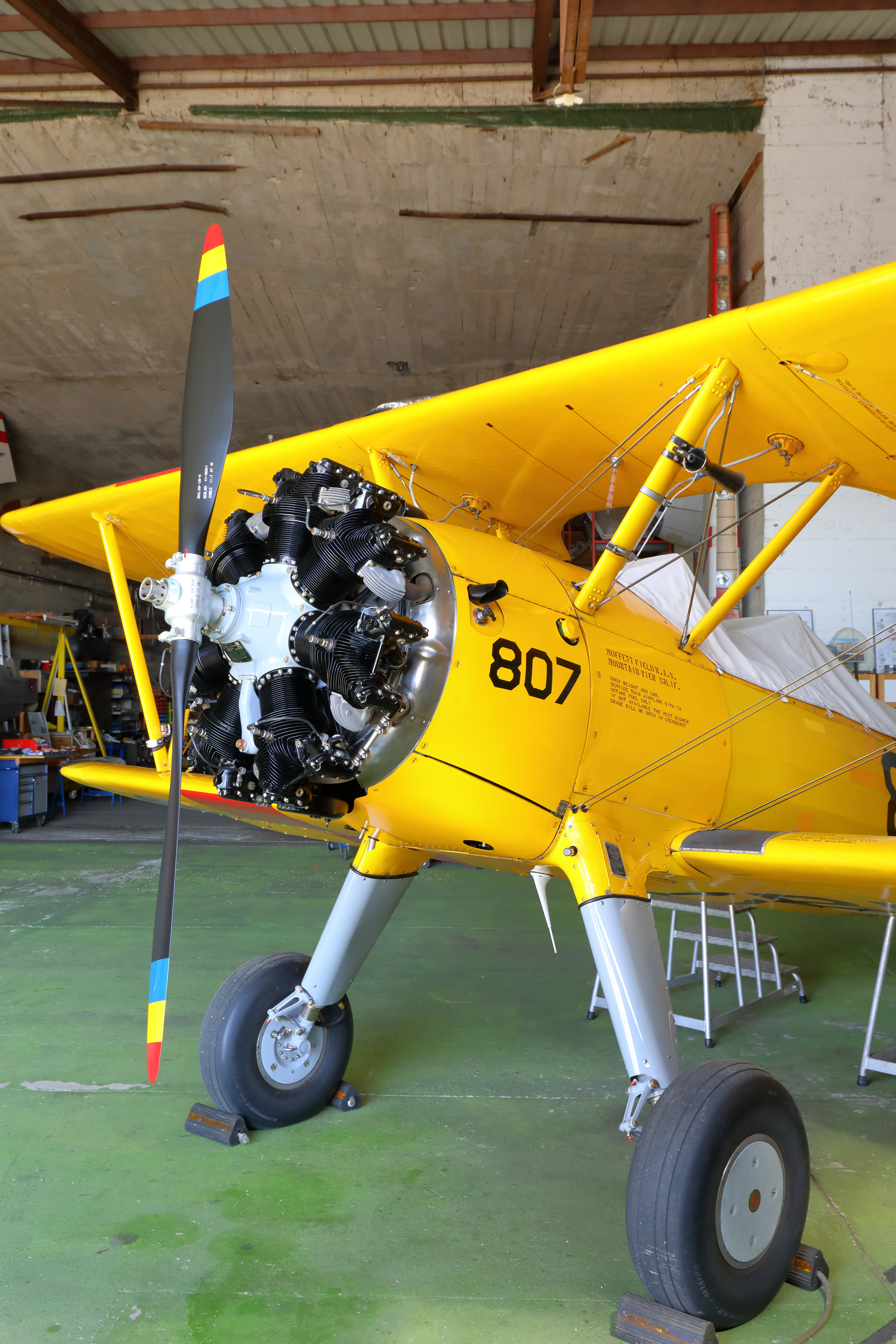
Boeing-Stearman OE-CBM

Das Museum verfügt über zwei fliegende Exponate, deren Restaurierung abgeschlossen wurde:
- Boeing Stearman OE-CBM
- Piper PA-18 Super Cub OE-CUB

Derzeit werden unter anderem folgende weitere Exponate restauriert:
- Boeing Stearman
- North American T-6
- Nord N 1002 Pingouin II, Lizenzbau der Messerschmitt Bf 108

An statischen Objekten finden sich in der Ausstellung:
- Zlín Z-226
- Standard Austria S
- Schleicher Ka 6 CR 'Rhönsegler'
- Grunau Baby II
- Schleicher Ka 4 'Rhönlerche'
- Bensen B-8
- Skywalker